# Противотанковая бригада «Свободная Украина»
Противотанковая бригада «Свободная Украина» (укр. Протипанцерна бригада «Вільна Україна», нем. Panzerjagdbrigade «Freie Ukraine») — воинское формирование украинских коллаборационистов под командованием полковника Петра Дьяченко, входившее в состав 2-й дивизии Украинской национальной армии, воевавшей на стороне нацистской Германии во Второй мировой войне.

## Формирование состава
Бригада начала формироваться 22 февраля 1945 года из солдат украинских частей немецкой армии и подразделений Шуцманшафта («шума»).
25 февраля 1945 года отряд из 500 человек был перевезён из Берлина на сорок километров к западу, в Нимек, на дальнейшее формирование и обучение.
Офицерский состав бригады формировался из ветеранов Армии УНР и бывших старшин украинских частей в немецкой армии и подразделений «шума». Во главе штаба стал командир 204-го и 208-го батальонов «шума» поручик Татарский, во главе 3-го куреня (батальона) — первый комендант 115-го батальона сотник Дмитренко. Взвод жандармов возглавил бывший начальник белоцерковской райполиции сотник Сокальский.
Рядовой состав бригады состоял из опытных и обстрелянных солдат батальонов «шума»; многие из них до этого служили в пожарной охране Берлина (вольнонаёмными или в качестве военнопленных). В бригаду попали также многие военнослужащие 117-го, а также 116-го и 119-го карательных шуцбатальонов. Общая численность бригады на 1 апреля 1945 года превышала 1 800 человек.
Бригада включала три куреня (батальона) «охотников на танки» (противотанкистов — Panzerjäger), по три сотни (роты). Личный состав был вооружён штурмовыми винтовками StG 44, ручными противотанковыми гранатомётами Панцерфауст 60 и Офенрор, пистолетами-пулемётами, пулемётами и миномётами.
28 марта 1945 года бригаду посетил генерал Шандрук, который принял от военнослужащих присягу на верность Украине.

## Участие в боях
15 апреля 1945 года бригаду подняли по тревоге и погрузили в три эшелона, которые были отправлены на фронт.
Первый бой состоялся 17 апреля 1945 года под Бауценом. Бригада участвовала в тактическом контрнаступлении остатков танкового корпуса «Герман Геринг» под командованием генерал-лейтенанта Гиацинта фон Штрахвица с целью отбросить советские войска от автобана Бауцен—Дрезден. В ходе наступления 19-й полк 7-й дивизии Войска Польского понёс большие потери, захвачены в плен 300 поляков, включая командира дивизии.
20 апреля 1945 года бригада была втянута в изнурительные городские бои в Бранденбурге, где понесла тяжелые потери, потеряла управление и распалась на небольшие боевые группы. 8 мая лишь трети личного состава удалось вырваться из кольца окружения в американскую зону оккупации.